# MTN Domestic Championship 2007/08
Der MTN Domestic Championship 2007/08 war die 27. Austragung der nationalen List-A-Cricket-Meisterschaft in Südafrika. Der Wettbewerb wurde zwischen dem 6. Februar 2007 und 19. März 2008 zwischen den sechs südafrikanischen First-Class-Franchises und einer Vertretung Simbabwes über jeweils 45 Over ausgetragen. Im Finale konnten sich die Titans mit 38 Runs gegen die Warriors durchsetzen.

## Format
Die sieben Mannschaften spielten in einer Gruppe jeweils zweimal gegen jedes andere Team. Für einen Sieg gibt es vier Punkte, für ein Unentschieden oder No Result zwei und für eine Niederlage keinen Punkt. Ein Bonuspunkt wird vergeben, wenn bei einem Sinn die eigene Runzahl die des Gegners um das 1,25-Fache übersteigt. Des Weiteren ist es möglich, dass Mannschaften Punkte abgezogen bekommen, wenn sie beispielsweise zu langsam spielen. Die ersten vier der Gruppe bestreiten das Halbfinale, dessen Sieger im Finale den Gewinner des Wettbewerbes ermitteln.

## Resultate

### Gruppenphase
Tabelle
Am Ende der Saison nahm die Tabelle die folgende Gestalt an.
| Teams          | Sp. | S | N | U | R | NR | A | BP | Ded | Punkte | NRR    |
| -------------- | --- | - | - | - | - | -- | - | -- | --- | ------ | ------ |
| Titans         | 12  | 9 | 1 | 1 | 0 | 1  | 0 | 4  | 0   | 44     | +0.737 |
| Warriors       | 12  | 6 | 5 | 1 | 0 | 0  | 0 | 2  | 0   | 28     | −0.221 |
| Eagles         | 12  | 6 | 6 | 0 | 0 | 0  | 0 | 3  | 0   | 27     | +0.175 |
| Cape Cobras    | 12  | 6 | 6 | 0 | 0 | 0  | 0 | 2  | 0   | 26     | −0.042 |
| Dolphins       | 12  | 5 | 6 | 0 | 0 | 1  | 0 | 4  | 0   | 26     | +0.452 |
| Simbabwe       | 12  | 5 | 7 | 0 | 0 | 0  | 0 | 0  | 0   | 20     | −0.225 |
| Highveld Lions | 12  | 3 | 9 | 0 | 0 | 0  | 0 | 0  | 0   | 12     | −0.805 |

## Halbfinale
| 14. März Scorecard | East London | Warriors 193-8 (45)          | – | Eagles 151 (41.2) |
|                    |             | Warriors gewinnt mit 42 Runs |   |                   |

| 16.–17. März Scorecard | Centurion | Titans         | – | Cape Cobras |
|                        |           | Spiel abgesagt |   |             |

Titans qualifizieren sich auf Grund der besseren Vorrundenplatzierung für das Finale.

## Finale
| 19. März Scorecard | Centurion | Titans 269-6 (45)          | – | Warriors 231 (42.4) |
|                    |           | Titans gewinnt mit 38 Runs |   |                     |